# Souper Ligka Ellada 2023-2024
La Souper Ligka Ellada 2023-2024, anche nota come Stoiximan Super League 2023-2024 per motivi di sponsorizzazione, è stata l'88ª edizione della massima divisione del campionato greco di calcio, la 65ª dall'introduzione del girone unico. La stagione è iniziata il 18 agosto 2023 ed è terminata il 12 maggio 2024.
L'AEK Atene è la squadra campione in carica, avendo vinto il campionato per la tredicesima volta nella sua storia. Il titolo è stato vinto dal PAOK, alla sua quarta vittoria nazionale.

## Stagione

### Novità
Al termine della stagione precedente Iōnikos e Levadeiakos, ultime due classificate, sono state retrocesse in Souper Ligka Ellada 2, dalla quale sono state promosse Panserraïkos e Kīfisias, vincitrici rispettivamente dei gironi nord e sud.

### Formula
Le 14 squadre partecipanti si affrontano in un girone all'italiana con partite di andata e ritorno, per un totale di 26 giornate.
Le prime 6 classificate partecipano alla poule scudetto, affrontandosi in un girone all'italiana con partite di andata e ritorno, per un totale di 10 giornate. Le squadre mantengono il punteggio guadagnato durante la stagione regolare. La squadra prima classificata è campione della Grecia e si qualifica alla UEFA Champions League 2024-2025; la seconda e la terza classificate si qualificano alla UEFA Conference League 2024-2025. La seconda si qualifica alla UEFA Europa League 2024-2025 e la quarta in Conference League, se la vincente della Coppa di Grecia 2023-2024 è già qualificata in Champions League tramite campionato.
Le squadre classificate dal 7º al 14º posto partecipano alla poule retrocessione, affrontandosi in un girone all'italiana con partite di sola andata, per un totale di 7 giornate. Le squadre mantengono il punteggio guadagnato durante la stagione regolare. Le ultime 2 classificate retrocedono in Souper Ligka 2.

## Squadre partecipanti
| Club             | Città     | Stadio                          | Stagione precedente         |
| ---------------- | --------- | ------------------------------- | --------------------------- |
| AEK Atene        | Atene     | Stadio Agia Sophia              | Campione di Grecia          |
| Arīs Salonicco   | Salonicco | Stadio Kleanthis Vikelidis      | 5° in Souper Ligka          |
| Asteras Tripolīs | Tripoli   | Stadio Theodōros Kolokotrōnīs   | 10° in Souper Ligka         |
| Atromītos        | Peristeri | Stadio Peristeri                | 8° in Souper Ligka          |
| Kīfisias         | Rizoupoli | Stadio Georgios Kamaras         | 1° in Souper Ligka 2 - Sud  |
| Lamia            | Lamia     | Stadio municipale               | 12° in Souper Ligka         |
| OFI Creta        | Candia    | Stadio Theodoros Vardinogiannis | 7° in Souper Ligka          |
| Olympiacos       | Il Pireo  | Stadio Geōrgios Karaiskakīs     | 3° in Souper Ligka          |
| Panaitōlikos     | Agrinio   | Stadio Panaitolikou             | 11° in Souper Ligka         |
| Panathīnaïkos    | Atene     | Stadio Apostolos Nikolaidis     | 2° in Souper Ligka          |
| Panserraïkos     | Serres    | Stadio Municipale di Serres     | 1° in Souper Ligka 2 - Nord |
| PAOK             | Salonicco | Stadio Toumba                   | 4° in Souper Ligka          |
| PAS Giannina     | Giannina  | Stadio Zosimades                | 9° in Souper Ligka          |
| Volo             | Volo      | Stadio Panthessaliko            | 6° in Souper Ligka          |

## Allenatori e primatisti
| Squadra          | Allenatore | Calciatore più presente | Cannoniere |
| ---------------- | --- | ----------------------- | ---------- |
| AEK Atene        | Matías Almeyda |                         |            |
| Arīs Salonicco   | Apostolos Terzīs (1°-2°) Apostolos Mantzios (3°-)                                                                      |                         |            |
| Asteras Tripolīs | Milan Rastavac |                         |            |
| Atromītos        | Chris Coleman (1°-7°) Saša Ilić                                                                                        |                         |            |
| Kifsias          | Giannīs Anastasiou (1°-13°) Epaminondas Koutroumanos (ad interim) David Nielsen (14°-20°) Kostas Bratsos (21°-)        |                         |            |
| Lamia            | Leōnidas Vokolos |                         |            |
| OFI Creta        | Valdas Dambrauskas (1°-13°) Pedro Caravela (ad interim) Pepe Mel (14°-22°) Traïanos Dellas (23°-)                      |                         |            |
| Olympiakos       | Diego Martínez Penas(1°-13°) Carlos Carvalhal (14°-21°) Sotiris Silaidopoulos (ad interim) José Luis Mendilibar (22°-) |                         |            |
| Panaitōlikos     | Gabriel Schürrer (1°-7°) Giannis Petrakis(8°-°)                                                                        |                         |            |
| Panathīnaïkos    | Ivan Jovanović (1°-17°) Fatih Terim(18°-34°) Christos Kontis(35°-36°)                                                  |                         |            |
| Panserraikos     | Pablo García |                         |            |
| PAOK Salonicco   | Răzvan Lucescu |                         |            |
| PAS Giannina     | Thanasis Staikos (1°-14°) Michalis Grigoriou (15°-)                                                                    |                         |            |
| Volo             | Konstantinos Bratsos (1°-11°) Ángel López (12°-23°) Chrīstos Kontīs(24°-34°) Alexandros Tziolis (34°-36°)              |                         |            |

## Classifica
Aggiornata al 3 marzo 2024.
|  | Pos. | Squadra          | Pt | G  | V  | N  | P  | GF | GS | DR  |
|  | ---- | ---------------- | -- | -- | -- | -- | -- | -- | -- | --- |
|  | 1.   | PAOK             | 60 | 26 | 19 | 3  | 4  | 66 | 21 | +45 |
|  | 2.   | AEK Atene        | 59 | 26 | 17 | 8  | 1  | 60 | 25 | +35 |
|  | 3.   | Olympiacos       | 57 | 26 | 18 | 3  | 5  | 58 | 24 | +34 |
|  | 4.   | Panathīnaïkos    | 56 | 26 | 17 | 5  | 4  | 62 | 21 | +41 |
|  | 5.   | Arīs Salonicco   | 42 | 26 | 12 | 6  | 8  | 39 | 29 | +10 |
|  | 6.   | Lamia            | 34 | 26 | 9  | 7  | 10 | 35 | 44 | -9  |
|  | 7.   | Asteras Tripolīs | 31 | 26 | 9  | 4  | 13 | 36 | 46 | -10 |
|  | 8.   | Atromītos        | 28 | 26 | 6  | 10 | 10 | 29 | 44 | -15 |
|  | 9.   | Panserraïkos     | 27 | 26 | 6  | 9  | 11 | 28 | 45 | -17 |
|  | 10.  | OFI Creta        | 25 | 26 | 5  | 10 | 11 | 26 | 44 | -18 |
|  | 11.  | Panaitōlikos     | 20 | 26 | 4  | 8  | 14 | 26 | 46 | -20 |
|  | 12.  | Volo             | 20 | 26 | 4  | 8  | 14 | 24 | 49 | -25 |
|  | 13.  | Kīfisias         | 19 | 26 | 3  | 10 | 13 | 28 | 56 | -28 |
|  | 14.  | PAS Giannina     | 18 | 26 | 3  | 9  | 14 | 25 | 48 | -23 |

Legenda:

      Ammesse alla Poule scudetto

      Ammesse alla Poule salvezza
Regolamento:

Tre punti a vittoria, uno a pareggio, zero a sconfitta.

## Risultati

### Tabellone
Ogni riga indica i risultati casalinghi della squadra segnata a inizio della riga, contro le squadre segnate colonna per colonna (che invece avranno giocato l'incontro in trasferta). Al contrario, leggendo la colonna di una squadra si avranno i risultati ottenuti dalla stessa in trasferta, contro le squadre segnate in ogni riga, che invece avranno giocato l'incontro in casa.
|                  | AEK  | ArS  | AsT  | Atr  | Kif  | Lam  | OFI  | Oly  | Pnl  | Pnt        | Pns  | PAO  | PAS  | Vol  |
| ---------------- | ---- | ---- | ---- | ---- | ---- | ---- | ---- | ---- | ---- | ---------- | ---- | ---- | ---- | ---- |
| AEK Atene        | –––– | 1-0  | 4-2  | 2-1  | 3-0  | 3-0  | 3-0  | 1-1  | 3-0  | 2-2        | 1-1  | 2-0  | 4-2  | 3-0  |
| Arīs Salonicco   | 3-3  | –––– | 3-2  | 1-3  | 1-1  | 2-2  | 1-0  | 1-2  | 3-0  | 2-0        | 1-0  | 2-1  | 2-0  | 2-0  |
| Asteras Tripolīs | 0-3  | 3-2  | –––– | 3-1  | 3-3  | 0-1  | 3-0  | 0-2  | 2-2  | 1-4        | 1-0  | 1-4  | 2-2  | 1-0  |
| Atromītos        | 0-5  | 0-2  | 0-0  | –––– | 3-0  | 3-1  | 1-1  | 0-0  | 3-2  | 3-2        | 1-1  | 0-2  | 1-1  | 1-1  |
| Kifisia          | 1-1  | 0-1  | 1-3  | 2-1  | –––– | 1-1  | 0-0  | 2-3  | 2-2  | 0-1        | 4-4  | 0-6  | 4-2  | 0-0  |
| Lamia            | 1-3  | 1-0  | 2-1  | 3-3  | 4-1  | –––– | 2-2  | 1-0  | 1-0  | 1-2        | 0-2  | 0-2  | 2-1  | 1-2  |
| OFI Creta        | 2-0  | 3-2  | 0-2  | 1-1  | 1-2  | 1-1  | –––– | 0-2  | 1-0  | 2-2        | 4-0  | 1-0  | 1-1  | 1-1  |
| Olympiakos       | 1-2  | 4-1  | 2-1  | 4-0  | 4-0  | 4-0  | 4-0  | –––– | 3-1  | 0-3 a tav. | 2-0  | 2-4  | 3-1  | 3-0  |
| Panaitōlikos     | 2-2  | 0-4  | 0-1  | 1-0  | 2-2  | 1-2  | 1-1  | 1-2  | –––– | 0-5        | 3-2  | 1-3  | 0-0  | 2-0  |
| Panathinaïkos    | 1-2  | 2-0  | 2-0  | 5-0  | 1-1  | 2-2  | 4-0  | 2-0  | 2-1  | ––––       | 5-0  | 2-2  | 2-0  | 3-0  |
| Panserraïkos     | 2-2  | 1-1  | 2-1  | 0-0  | 1-1  | 2-0  | 2-1  | 0-1  | 1-1  | 0-3        | –––– | 0-2  | 3-2  | 2-2  |
| PAOK             | 1-1  | 0-0  | 3-0  | 2-0  | 2-1  | 3-0  | 4-0  | 1-4  | 2-1  | 2-1        | 5-0  | ---- | 4-0  | 3-0  |
| PAS Giannina     | 0-1  | 0-0  | 2-1  | 1-1  | 3-0  | 1-4  | 2-2  | 0-3  | 0-0  | 0-1        | 0-2  | 1-3  | ---- | 1-1  |
| Volo             | 2-3  | 0-2  | 1-2  | 1-2  | 2-1  | 2-2  | 3-1  | 2-2  | 1-1  | 0-3        | 1-0  | 1-5  | 1-2  | ---- |

## Poule scudetto
Le sei squadre miglior classificate nella stagione regolare si incontrano due volte per un totale di 10 partite per squadra. Le squadre cominciano la Poule scudetto con i punti ottenuti nella stagione regolare.

### Classifica finale
|                   | Pos. | Squadra        | Pt | G  | V  | N | P  | GF | GS | DR  |
| ----------------- | ---- | -------------- | -- | -- | -- | - | -- | -- | -- | --- |
| Grecia (bandiera) | 1.   | PAOK           | 80 | 36 | 25 | 5 | 6  | 87 | 34 | +53 |
|                   | 2.   | AEK Atene      | 78 | 36 | 23 | 9 | 4  | 80 | 35 | +45 |
| [ 3 ]             | 3.   | Olympiacos     | 74 | 36 | 23 | 5 | 8  | 78 | 38 | +40 |
| [ 4 ]             | 4.   | Panathīnaïkos  | 72 | 36 | 22 | 6 | 8  | 82 | 37 | +45 |
|                   | 5.   | Arīs Salonicco | 55 | 36 | 16 | 7 | 13 | 51 | 44 | +7  |
|                   | 6.   | Lamia          | 35 | 36 | 9  | 8 | 19 | 43 | 79 | -36 |

Legenda:

      Campione della Grecia e ammessa al secondo turno di qualificazione di UEFA Champions League 2024-2025
      Ammessa alla fase a gironi di UEFA Europa League 2024-2025
      Ammessa al terzo turno di qualificazione di UEFA Europa League 2024-2025
      Ammessa al secondo turno di qualificazione di UEFA Conference League 2024-2025
Regolamento:

Tre punti per la vittoria, uno per il pareggio, zero per la sconfitta.

## Poule retrocessione
Le ultime otto squadre classificate nella stagione regolare si incontrano una volta sola per un totale di 7 partite per squadra. Le squadre cominciano la Poule retrocessione con i punti ottenuti nella stagione regolare.

### Classifica finale
|  | Pos. | Squadra          | Pt | G  | V  | N  | P  | GF | GS | DR  |
|  | ---- | ---------------- | -- | -- | -- | -- | -- | -- | -- | --- |
|  | 7.   | Panserraïkos     | 38 | 33 | 9  | 11 | 13 | 37 | 53 | -16 |
|  | 8.   | Asteras Tripolīs | 38 | 33 | 11 | 5  | 17 | 40 | 55 | -15 |
|  | 9.   | Panaitōlikos     | 36 | 33 | 9  | 9  | 15 | 36 | 49 | -13 |
|  | 10.  | OFI Creta        | 35 | 33 | 7  | 14 | 12 | 36 | 50 | -14 |
|  | 11.  | Atromītos        | 34 | 33 | 7  | 13 | 13 | 36 | 53 | -16 |
|  | 12.  | Volo             | 33 | 33 | 8  | 9  | 16 | 36 | 58 | -22 |
|  | 13.  | Kīfisias         | 28 | 33 | 6  | 10 | 17 | 38 | 68 | -30 |
|  | 14.  | PAS Giannina     | 23 | 33 | 4  | 11 | 18 | 33 | 62 | -29 |

Legenda:
      Retrocesse in Souper Ligka 2 2024-2025
Regolamento:
Tre punti a vittoria, uno a pareggio, zero a sconfitta.